# Kurt Sutter

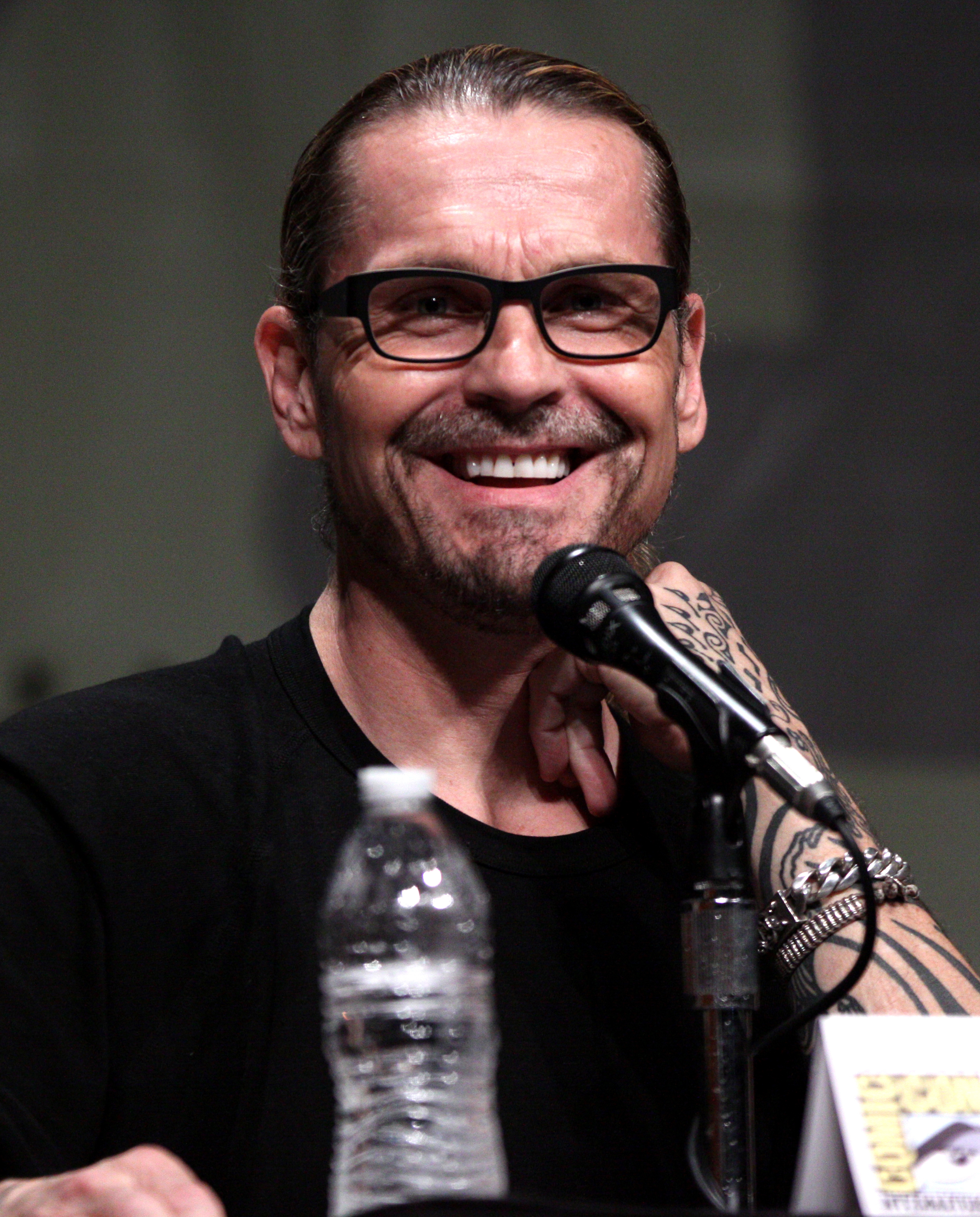
Sutter bei der San Diego Comic-Con International (2012)

Kurt Sutter (* 5. Mai 1960) ist ein US-amerikanischer Fernsehregisseur, Drehbuchautor und Schauspieler. Er ist Schöpfer der Serien Sons of Anarchy, The Bastard Executioner sowie Mayans M.C., für die er auch in den genannten Positionen tätig ist. In Sons of Anarchy spielte er von 2008 bis 2013 die Nebenrolle von Otto Delaney, eines inhaftierten Mitglieds des titelgebenden Motorradclubs.

## Leben
Sutter begann seine Tätigkeit im Fernsehgeschäft zunächst als Drehbuchautor ab dem Jahr 2002 und dann in den folgenden Jahren auch in verschiedenen Produzentenpositionen für die Fernsehserie The Shield – Gesetz der Gewalt. Mit der Inszenierung einer Folge dieser Serie gab er im Jahr 2007 sein Regiedebüt. Zudem war er hier auch erstmals in einer kleinen Rolle als Schauspieler zu sehen.
Von 2008 bis 2014 widmete er sich in erster Linie Sons of Anarchy, bei der er auch bei sechs Folgen die Regie übernahm. In der Serie spielte er in 13 Folgen das inhaftierte und nahezu blinde Gangmitglied „Otto Delaney“. Lediglich 2012 war er an einigen Episoden von Outlaw Empires als Executive Producer an einer anderen Produktion beteiligt. 2015 wurde das Boxerdrama Southpaw veröffentlicht, für das Sutter das Drehbuch verfasste. Im September 2015 feierte die US-amerikanische Historienserie The Bastard Executioner Premiere, bei der Sutter Regie führte und auch in einer Nebenrolle zu sehen war. Von 2018 bis 2019 widmete er sich mit Mayans M.C. dem Spin-off von Sons of Anarchy, verließ die Produktion jedoch noch vor Ausstrahlung der zweiten Staffel und wurde von seiner Funktion als Autor und Showrunner entbunden.
Sutter ist seit 2004 mit der Schauspielerin Katey Sagal verheiratet. Gemeinsam haben sie eine 2007 geborene Tochter.

## Filmografie (Auswahl)
Als Drehbuchautor
- 2002–2008: The Shield – Gesetz der Gewalt (The Shield, Fernsehserie, 19 Episoden)
- 2008–2014: Sons of Anarchy (Fernsehserie, Schöpfer)
- 2015: Southpaw
- 2015: The Bastard Executioner (Fernsehserie, Schöpfer)
- 2018–2023: Mayans M.C. (Fernsehserie, Schöpfer)

Als Regisseur
- 2006: The Shield – Gesetz der Gewalt (The Shield, Fernsehserie, Mini-Episode)
- 2008–2014: Sons of Anarchy (Fernsehserie, 8 Episoden)

Als Schauspieler
- 2002, 2004: The Shield – Gesetz der Gewalt (The Shield, Fernsehserie, 4 Episoden)
- 2008–2013: Sons of Anarchy (Fernsehserie, 19 Episoden)
- 2015: The Bastard Executioner (Fernsehserie, 10 Episoden)
- 2021: Chaos Walking

Als Executive Producer
- 2006–2008: The Shield – Gesetz der Gewalt (The Shield, Fernsehserie, 22 Episoden)
- 2008–2014: Sons of Anarchy (Fernsehserie, 92 Episoden)
- 2015: Southpaw
- 2015: The Bastard Executioner (Fernsehserie, 10 Episoden)
- 2018–2019: Mayans M.C. (Fernsehserie, 20 Episoden)